# سیارک ۱۰۲۵۳
سیارک ۱۰۲۵۳ (به انگلیسی: 10253 Westerwald، نامگذاری:2116T-2) ده هزار و دویست و پنجاه و سومین سیارک کشف شده‌است که در ۲۹ سپتامبر ۱۹۷۳ کشف شد.
قدر مطلق سیارک برابر ۱۲٫۹ است.